# Гимишян, Мкртыч Егикович
Мкртыч Еги́кович Гимишя́н (арм. Մկրտիչ /Սոս/ Գիմիշյան, 20 мая 1953, Ахалцихе) — бывший депутат парламента Армении.
- 1971—1976 — Ереванский государственный университет. Физик.
- 1976—1980 — аспирантура Московского государственного технического университета им. Н. Э. Баумана.
- 1980—1988 — работал в отделе информатики Ереванского государственного университета.
- 1988—1991 — работал на заводе «Базальт» инженером.
- С 1991 — директор ООО «Манег».
- 1995—1999 — депутат парламента. Член постоянной комиссии по государственно-правовым вопросам. Член партии «АОД».
- С 1999 — лидер партии «Христианское народное возрождение».